# 圣多美和普林西比电视台
圣多美和普林西比电视台，简称TVS（葡萄牙語：Televisão Santomense）是圣多美和普林西比的公共电视广播公司。 
TVS开播于1992年9月13日。 总部位于圣多美市中心西南偏南一公里处的 Fruta 附近。多年来，它一直是该国唯一的电视台。